# 奧斯特羅赫
奧斯特羅赫（羅馬化：Ostroh），亦译为奥斯特罗格，是乌克兰西部羅夫諾州羅夫諾區奥斯特罗赫市镇内的城市及该市镇的行政中心，2020年7月18日前为该州的州辖市。該市位於戈倫河畔，距離州府羅夫諾37公里。面積10.9平方公里，海拔高度195米，2022年人口数量为14,894人。
1576年曾在此建立起奧斯特羅赫學院，是近代烏克蘭第一個高等教育機構。另外，在16世紀時，第一部東斯拉夫語書籍，尤其是奧斯特洛聖經，就是經由康斯坦丁·瓦西爾·奧斯特羅斯基資助在這裡印刷出版的：奧斯特羅斯基還支持以教會斯拉夫語和當時大眾更容易接受的羅塞尼亞語進一步印刷書籍，兼開辦起東正教青年學校拓展當地學術活動。另外有清晰證據顯示奧斯特羅斯基曾探索過將宗主教駐地從君士坦丁堡遷到該地的可行性，雖然從未實現，該地到16世紀末時曾可能成為了最重要的東正教研究中心。

## 歷史
在海佩申法典第一次提及奧斯特羅赫的時間是1100年，當時它還是沃里尼亚公国的一個要塞。在14世紀之後，它成為了奧斯特羅斯基家族的領地中心，並將他們的鎮區發展成一個強大的文教和商業中心。在該家族於17世紀消亡之後，奧斯特羅赫再被傳給扎斯瓦夫斯基（波蘭語：Zasławski）家和接著的盧博米爾斯基（波蘭語：Lubomirski）家掌管。
到了14世紀下半葉，該地和一整個沃伦地區在行政建制上被併入立陶宛大公国體系裡。隨著盧布林聯合形成，這個城鎮被納入波兰王国王冠领地的一部分，在當中其一直存續到18世紀晚期（見瓜分波蘭）。這個城鎮在1585獲得了马格德堡法律認證賦予權力。到17世紀時，城鎮被系列防禦設施所保衛著，包含一條護城河，由5個菱堡組成的一個堡壘。1609-1753年間，它是奧斯特羅斯基家族信託尾金（fee tail）的中心，這個是由沃伊沃德亞努什·奧斯特羅斯基所創立的，他還邀請過博納丁（Bernardine）的僧侶們到當地。另外，這個城鎮還有過一座加爾文主義學院；曾在學院中擔任教職的有安傑伊·韋吉爾斯基。
到赫梅利尼茨基起义發生後，哥萨克人曾焚燒掉這座城鎮，而鎮內的猶太人居民也有被殘忍地殺害。1627年建起的大馬哈莎猶太教堂, 在這段時期裡曾被損害到。該鎮之後較緩慢地重建起來，到了18世紀下半葉，該地又有一個耶穌會學院留駐。在1793年時該鎮被強行併入了俄罗斯帝国，維持狀態至1918年。由於在19世紀的鐵路建設時，市鎮被遺忘於線網之外，結果導致鎮區不再起勢發展。輻射該區域的火車站建於1873年，位於14公里外奧熱寧的村落處。
到了近代內戰時期，奧斯特羅赫曾歸屬波兰第二共和国內沃倫省的茲多爾布尼夫縣區管轄。當時它是作為波蘭軍隊和邊境防衛兵團的一個重要營寨城鎮，由邊防團的奧斯特格營及第19沃里尼亞烏蘭團駐紮於此。1920年7月7日，在波苏战争爆發後，該地成為了Wincenty Krajowski所領導的波蘭部隊和谢苗·布琼尼的骑兵第1集团军所屬的布爾什維克間爭戰的地點。由於1919至1939年间該市一直處在波蘭和苏联間的交界線範圍，從而在進入鎮區的一些行政範圍時需要持有特別的通行證。
1939年蘇聯入侵波蘭後，該地被蘇聯吞併成為乌克兰苏维埃社会主义共和国的一部分。有數目不詳的市民之後被強制遣送去西伯利亚。
納粹德國佔據蘇聯南部後，以羅夫諾為總部，建立起烏克蘭專員轄區的建制。到1941年的秋季，在沃倫至波多利亚地區發生了幾場大規模屠殺，其中在1941年9月1日，在該市有2,500名猶太人被槍決。六個星期之後，當地的聚集區被清理同時再有3,000人被害。由苏德战争開始後的六個月內，在烏克蘭蘇維埃的領土內累計有300,000名猶太人被殺害。總計有1,430,000名烏克蘭裔猶太人在納粹大屠殺中受害。
該市在2022年與美国南卡罗来纳州的博福特建立起非正式的友好城市關係，博福特當地居民在2022年俄羅斯入侵烏克蘭後就募集資金以支持該市。

## 地標
當地地標包括在紅山上的奧斯特羅赫城堡，還有主顯節大教堂（15世紀建造）和幾個塔樓（韃靼門塔樓和 "新" 圓塔）。在城堡的西北方向，坐落著兩個建於16世紀的塔樓。在梅茲凱利亞郊區則有包括三一修道院，還有一個15世紀的大教堂和其餘歷史建築。

## 友好城市
- 波蘭 別倫
- 波蘭 桑多梅日
- 美国 阿森斯

## 图集

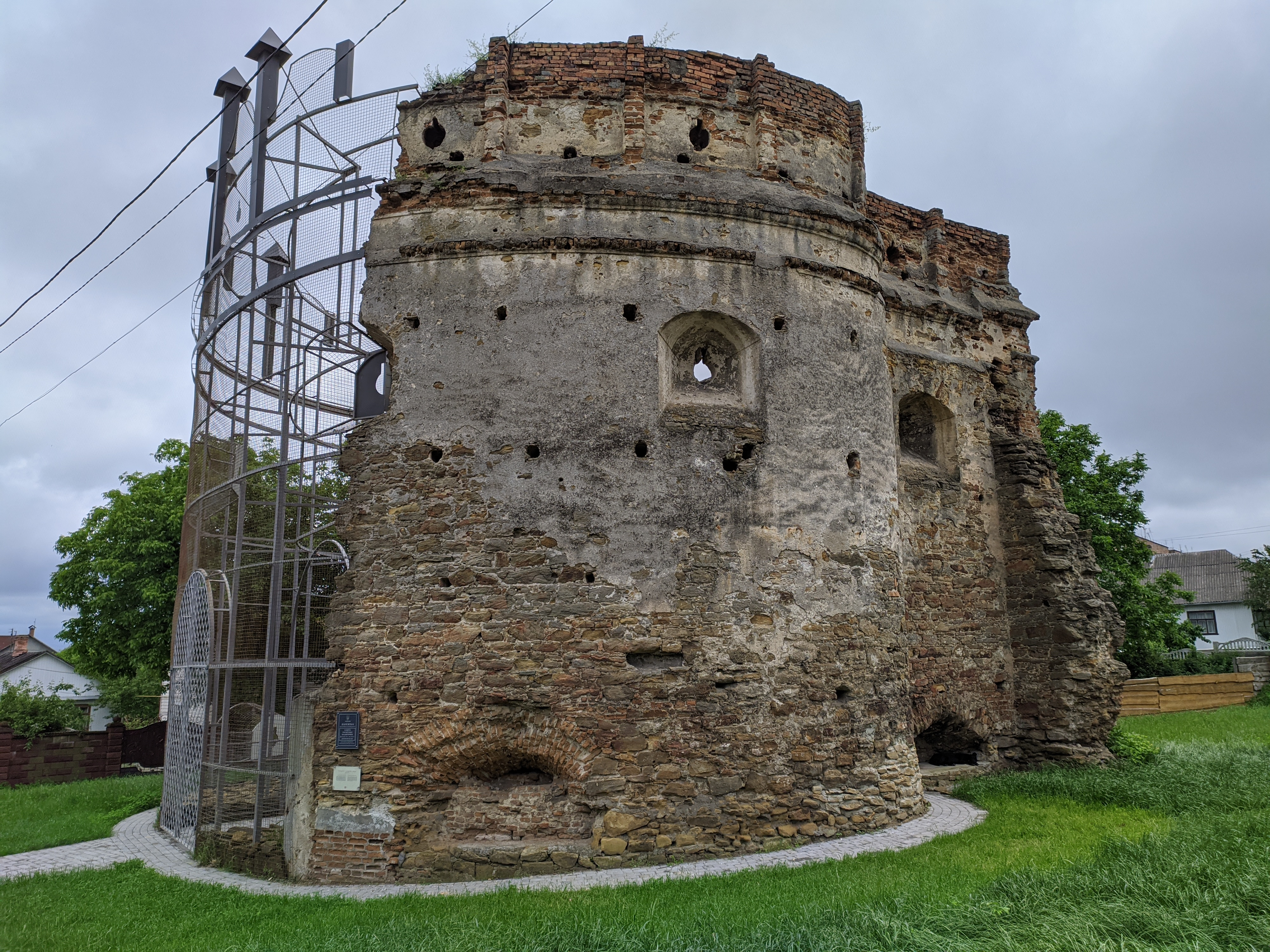
韃靼塔樓大門 (1500年始建)
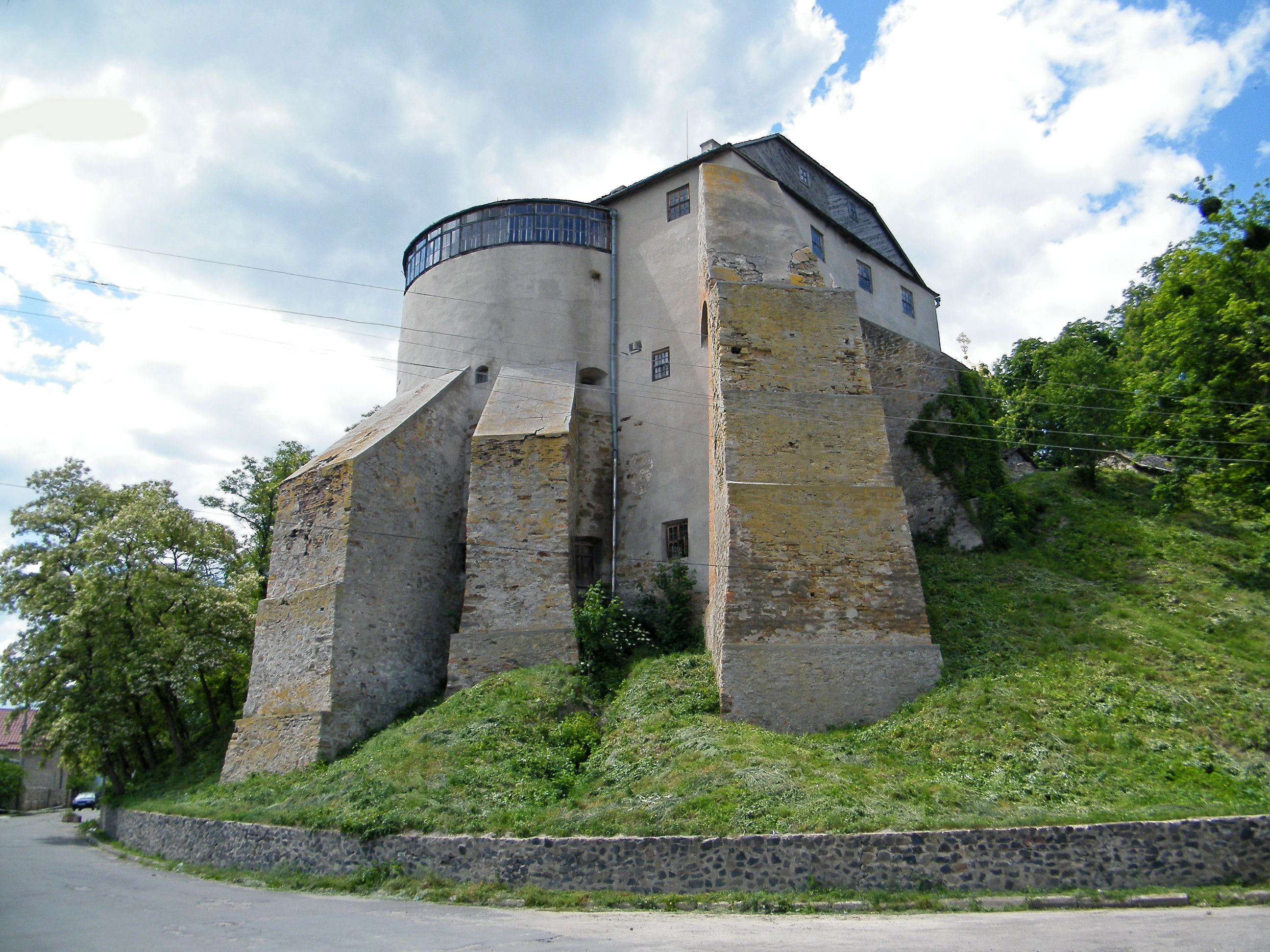
奧斯特羅赫城堡
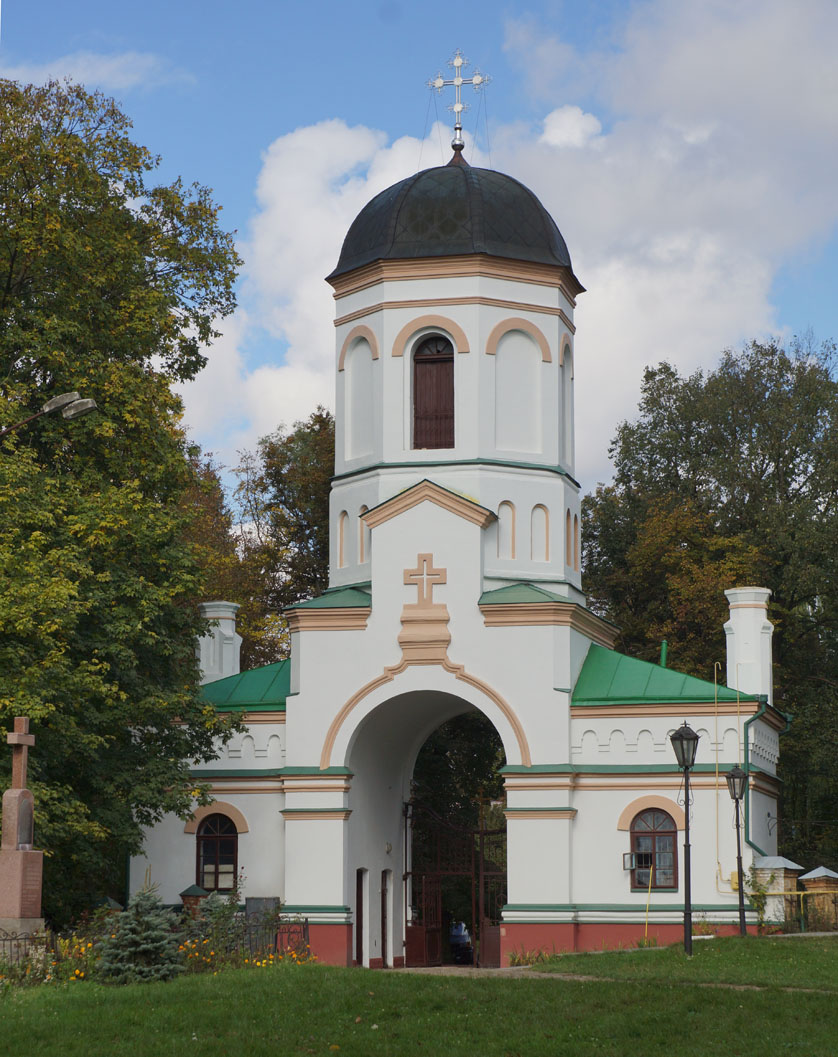
通向大教堂建築群的入口。
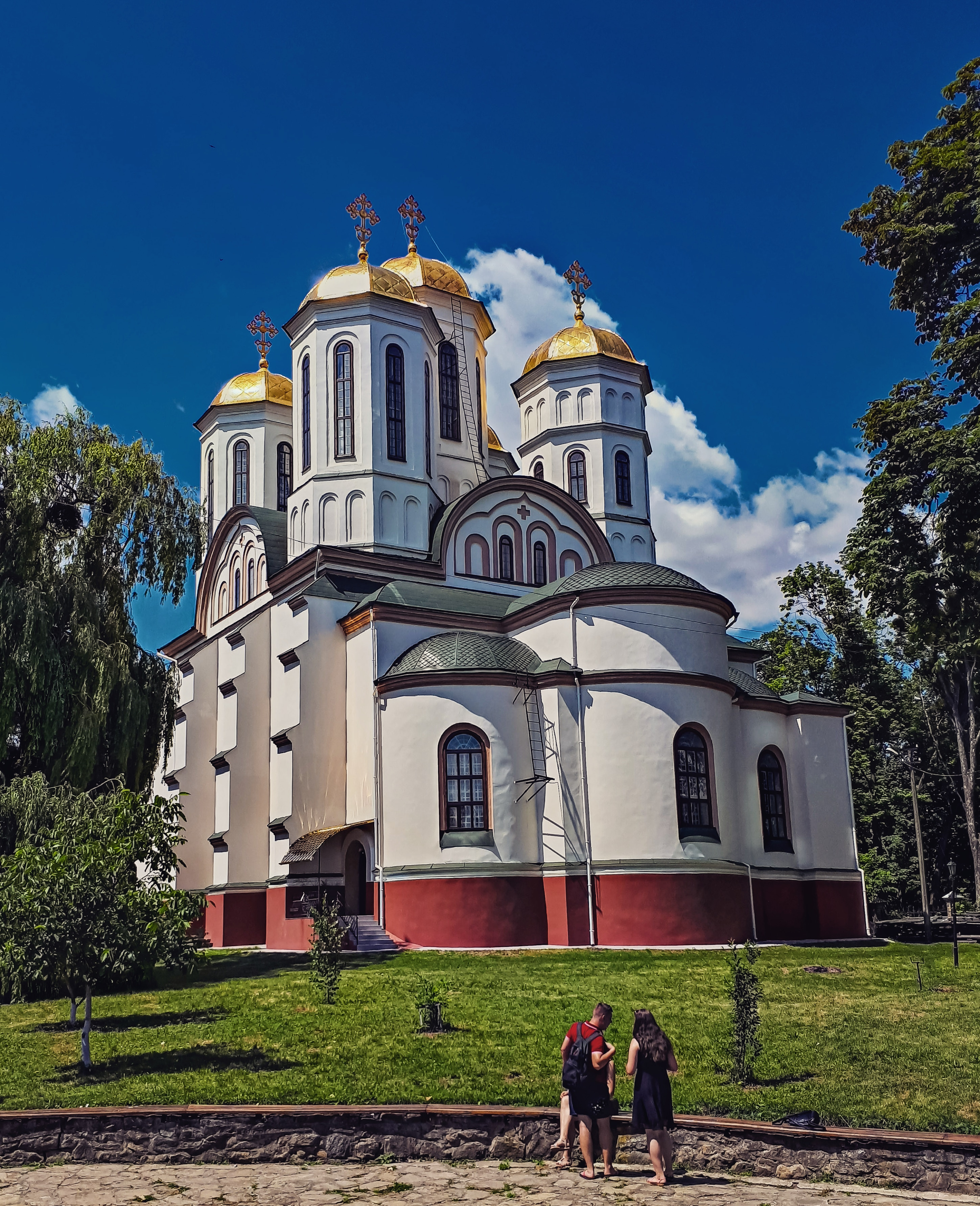
主顯節大教堂（1521年始建， 1887-1891年重建)
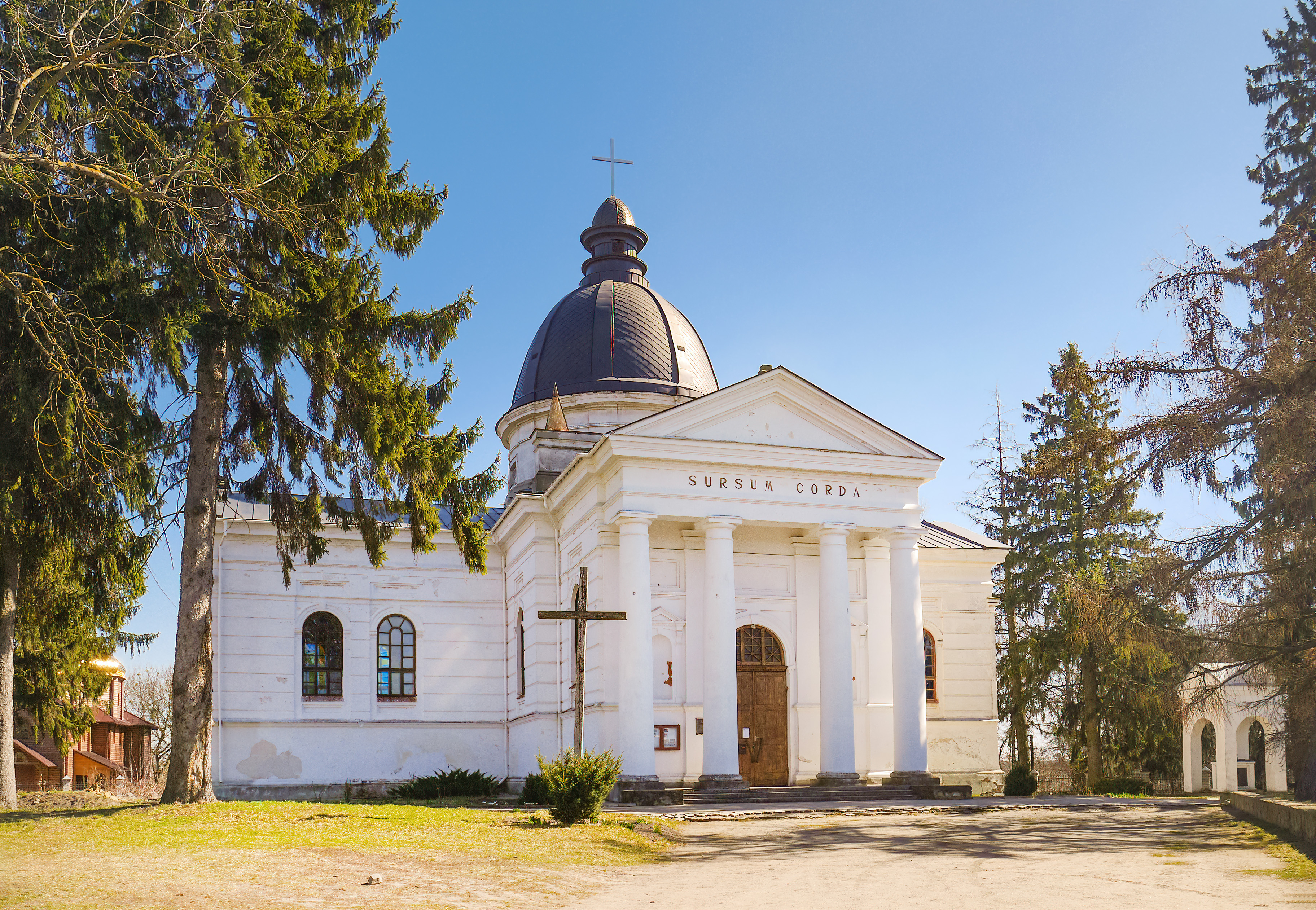
當地的聖母升天教堂
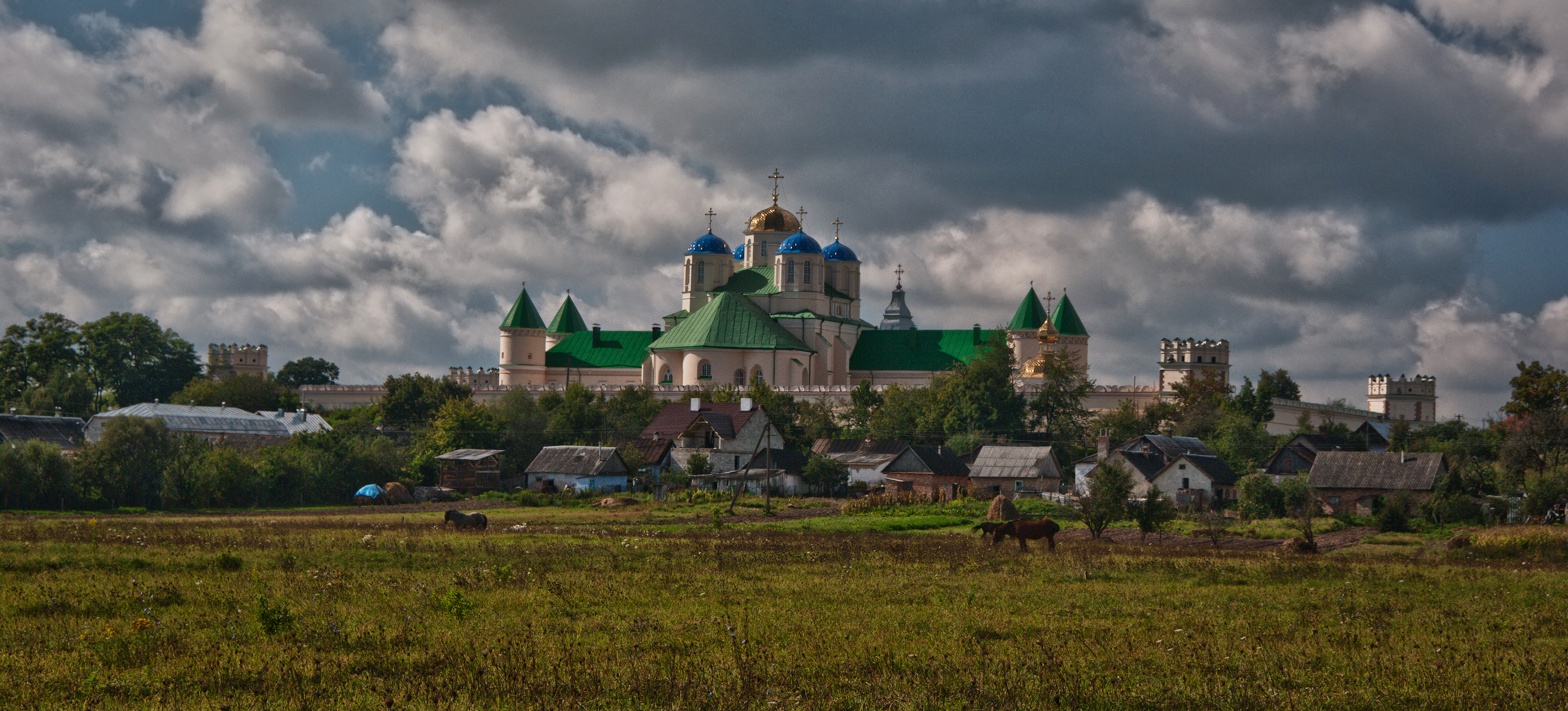
梅茲凱利亞修道院
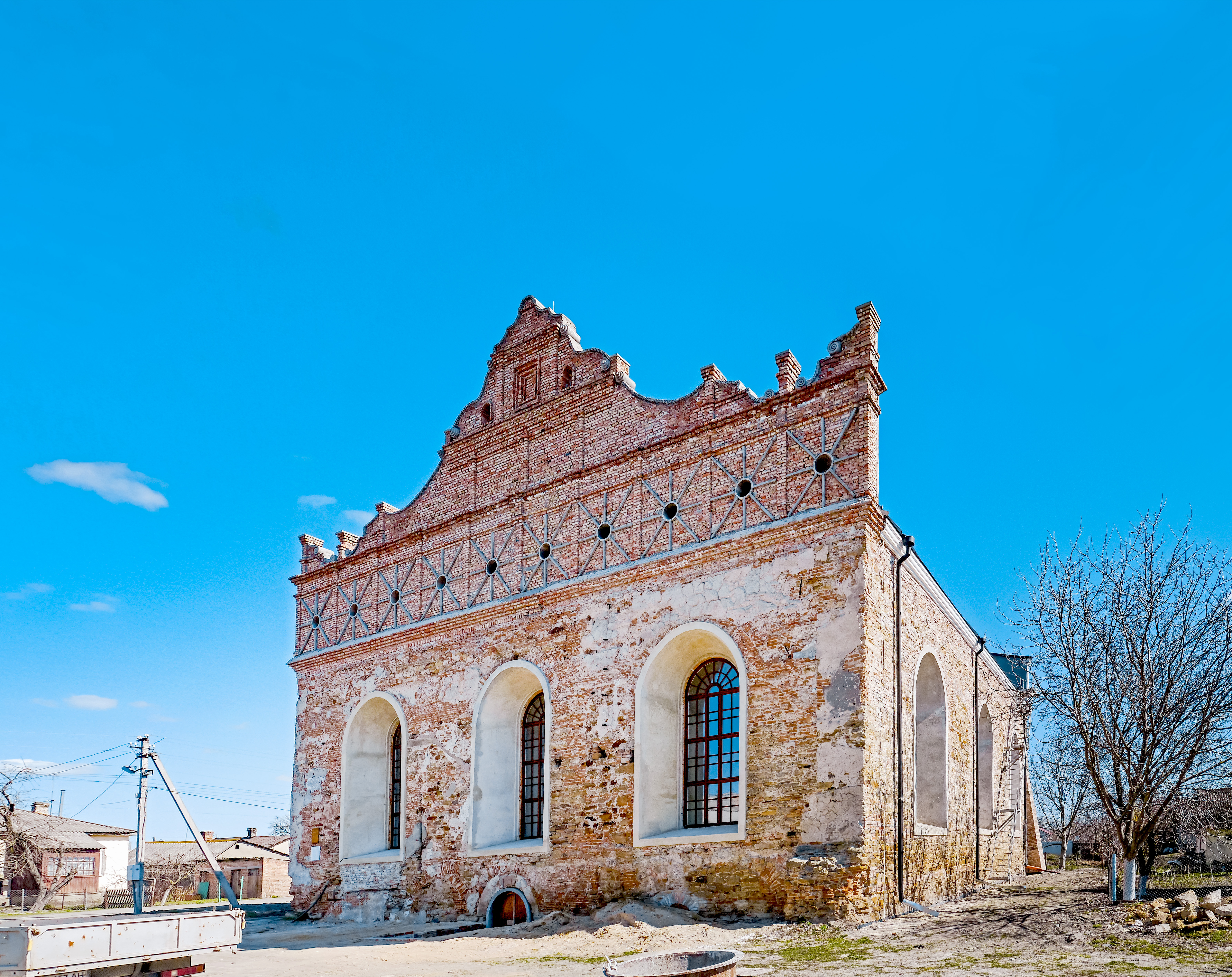
犹太教堂
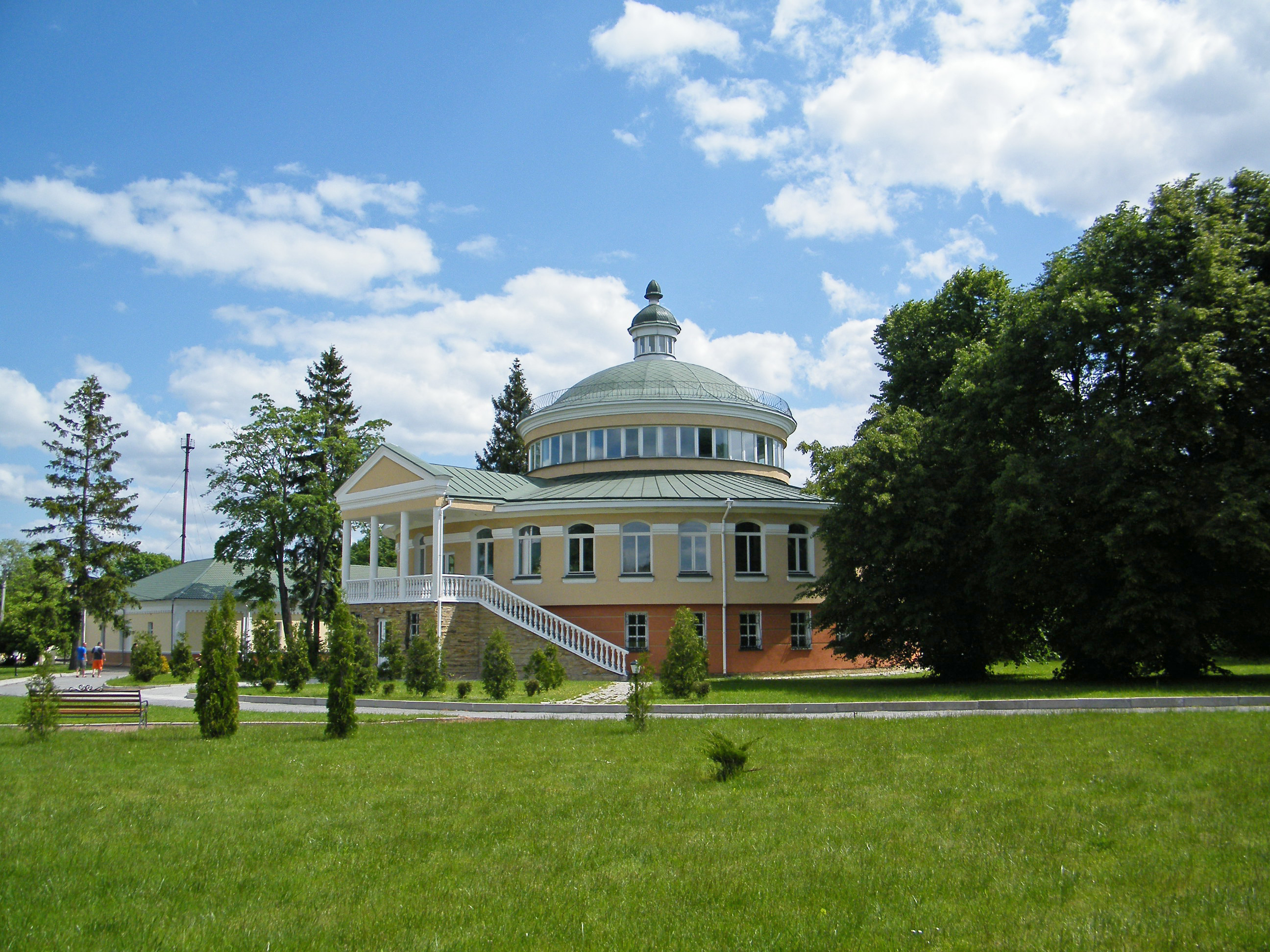
奧斯特羅赫學院的圖書館

## 備注
1. ↑  俄语：，羅馬化：Ostrog；波蘭語：（按波蘭語名譯奧斯特魯格）